# Joanna David
Joanna David, née le 17 janvier 1947 à Lancaster, est une actrice anglaise, principalement connue pour ses rôles à la télévision.

## Biographie
Née à Lancaster, en Angleterre, elle interpréta son premier grand rôle en jouant le personnage d'Elinor Dashwood, dans la mini-série télévisée Sense and Sensibility de la BBC d'après le roman Sense and Sensibility, en 1971. Ce premier grand rôle fut suivi un an plus tard par le rôle de Sonya, dans la série télévisée Guerre et Paix. 
En 1978, elle joua l'héroïne de Rebecca, d'après Daphne du Maurier, face à Jeremy Brett. C'est un rôle qui sera tenu vingt ans plus tard par Emilia Fox, la fille de Joanna David et de l'acteur Edward Fox, son partenaire de longue date à l'écran et aujourd'hui son mari. 
Elle a progressivement évolué vers des rôles plus mûrs, et est apparue dans le rôle de Mrs Gardiner dans Orgueil et Préjugés, la série télévisée réalisée en 1995 par la BBC, d'après  Pride and Prejudice de Jane Austen, avec sa fille Emilia Fox dans le rôle de Georgiana Darcy.
En 2005, elle apparait dans deux épisodes de la série télévisée de 2005, Bleak House, où elle joue Mrs Bayham Badger, aux côtés de Gillian Anderson, de Charles Dance, d'Alun Armstrong et de Warren Clarke. Mr. Bayham Badger était joué par Richard Griffiths. 
Sur scène, elle a joué aux côtés de Derek Jacobi, dans Breaking the Code.  Elle joue en 2009 dans Woman in Mind, de Alan Ayckbourn.
Elle est par ailleurs vice-présidente de la Theatrical Guild.
Elle a joué dans un épisode de l'Inspecteur Barnaby où elle est mère supérieure; et dans la série Inspecteur Morse en 1992; sixième saison, épisode 1 "Une mort programmée" (Dead on Time) dans le rôle de Susan Fallon.